# Biografielijst Oy

## Oya

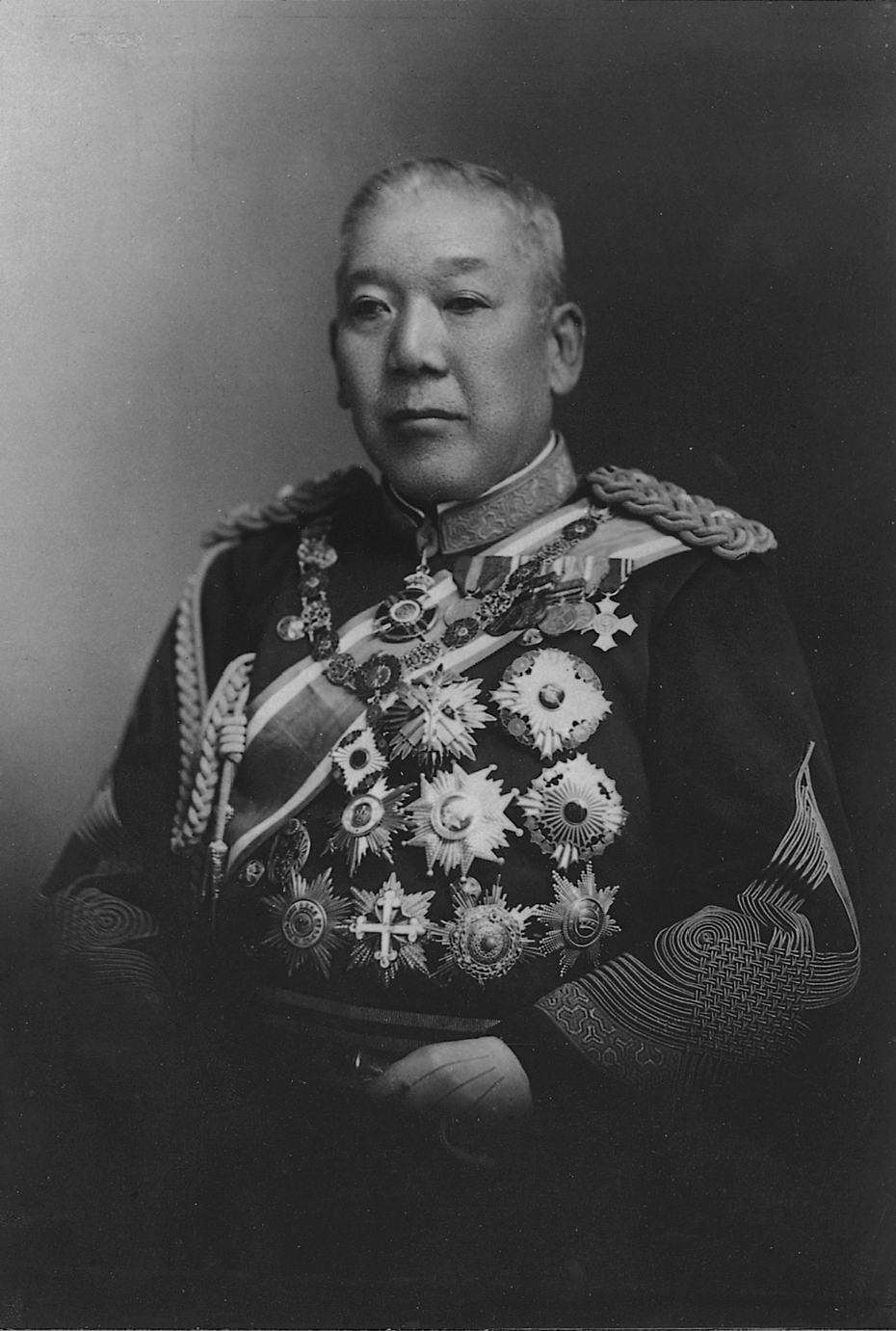
Oyama Iwao

- Kokan Oyadomari (1827-1905), Okinawaans karatemeester
- Arthur Henrique Ricciardi Oyama (1987), Braziliaans voetballer
- Naohiro Oyama (1974), Japans voetballer
- Oyama Iwao (1842-1916), Japans veldmaarschalk
- Masutatsu Oyama (1923-1994), Japans karateka
- Yoshimatsu Oyama (onbekend), Japans voetballer
- Abraham Oyanedel Urrutia (1874-1954), Chileens rechtsgeleerde en staatsman
- Mikel Oyarzabal (1997), Spaans voetballer
- Carlos Oyarzún (1981), Chileens wielrenner

## Oye
- Erlend Øye (1975), Noors muzikant

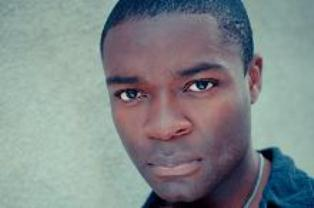
David Oyelowo

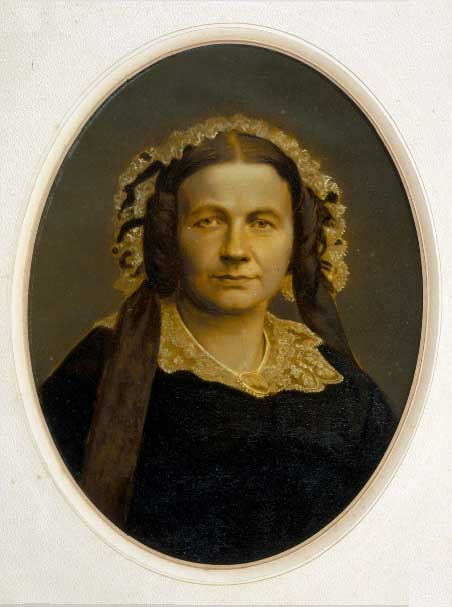
Ida Oyens

- David Oyelowo (1976), Brits acteur
- Bob Smits van Oyen (1928-2004), Nederlands politicus
- Cees van Oyen (1936-2007), Nederlands acteur, stemacteur en cabaretier
- Cornelius van Oyen (1886-1954), Duits schutter
- Franciscus Johannes Maria Smits van Oyen (1895-1984), Nederlands politicus
- Franky Van Oyen (1962), Belgisch wielrenner
- George Auguste Vorsterman van Oyen (1836-1915), Nederlands onderwijzer en politicus
- Johannes Jacobus Smits van Oyen (1924-1977), Nederlands burgemeester
- Johannes Theodorus Maria Smits van Oyen (1888-1978), Nederlands bestuurder
- Johannes Theodorus Smits van Oyen (1823-1898), Nederlands politicus
- Josephus Smits van Oyen (1786-1845), Nederlands ondernemer en politicus
- Josephus Theodorus Maria Smits van Oyen (1858-1898), Nederlands politicus
- Liny van Oyen (1933-2024), Nederlands televisiepresentatrice
- Ludolph Hendrik van Oyen (1889-1953), Nederlands generaal
- Willem van Oyen (1921-2004), Nederlands glazenier en industrieel vormgever
- David Oyens (1842-1902), Nederlands kunstschilder
- Ida Oyens (1808-1860), Nederlands schrijfster
- Pieter Oyens (1842-1894), Nederlands kunstschilder
- Johannes Christiaan de Marez Oyens (1845-1911), Nederlands politicus
- Tera de Marez Oyens (1932-1996), Nederlands componiste

## Oyo
- Ambroise Oyongo (1991), Kameroens voetballer
- Darryl O'Young (1980), Canadees-Hongkongs autocoureur
- Will Oyowe (1987), Belgisch atleet

## Oys
- Øystein I (1088-1123), koning van Noorwegen
- Øystein II (1125-1157), koning van Noorwegen
- Øystein Møyla (? - 1177), Noors tegenkoning

## Oyu
- Toshiki Oyu (1998), Japans autocoureur